# 藍鉛筆
藍色和黃色是在影印時不會被印出來的兩種顏色，因此畫漫畫時，原稿紙邊線、註釋線條都使用藍色，註解時使用黃色，由於黃色太淡，漫畫家有可能忽略，因此都使用藍色。

## 主要功能
畫漫畫時，漫畫原稿紙邊線使用藍色，有些要貼網點、塗黑的部份也會用藍鉛筆畫過，提醒助手哪些地方需要加工。雖然市面上有賣專門的漫畫用藍鉛筆，但其實和一般藍色的色鉛筆差異不大。

## 用處
藍鉛筆多用於漫畫上，或者是其他需要影印的圖畫、稿子，可以讓畫家分辨要修正的地方，也可以在影印時不會造成麻煩。

## 相關用品

### 色鉛筆
即使使用藍鉛筆，畫太用力還是有可能被印出來，所以色鉛筆也是一個好工具，藍色或黃色都可以使用。

## 相關連結
- 漫畫工具